# Bilance běžných převodů
Bilance běžných převodů jsou transakce, které jsou součástí platební bilance zahraničního obchodu a které nevedou ke vzniku závazků či pohledávek ve vztahu k zahraničí. Jedná se například o příspěvky mezinárodním organizacím, dary a další.